# Triana (Sewilla)

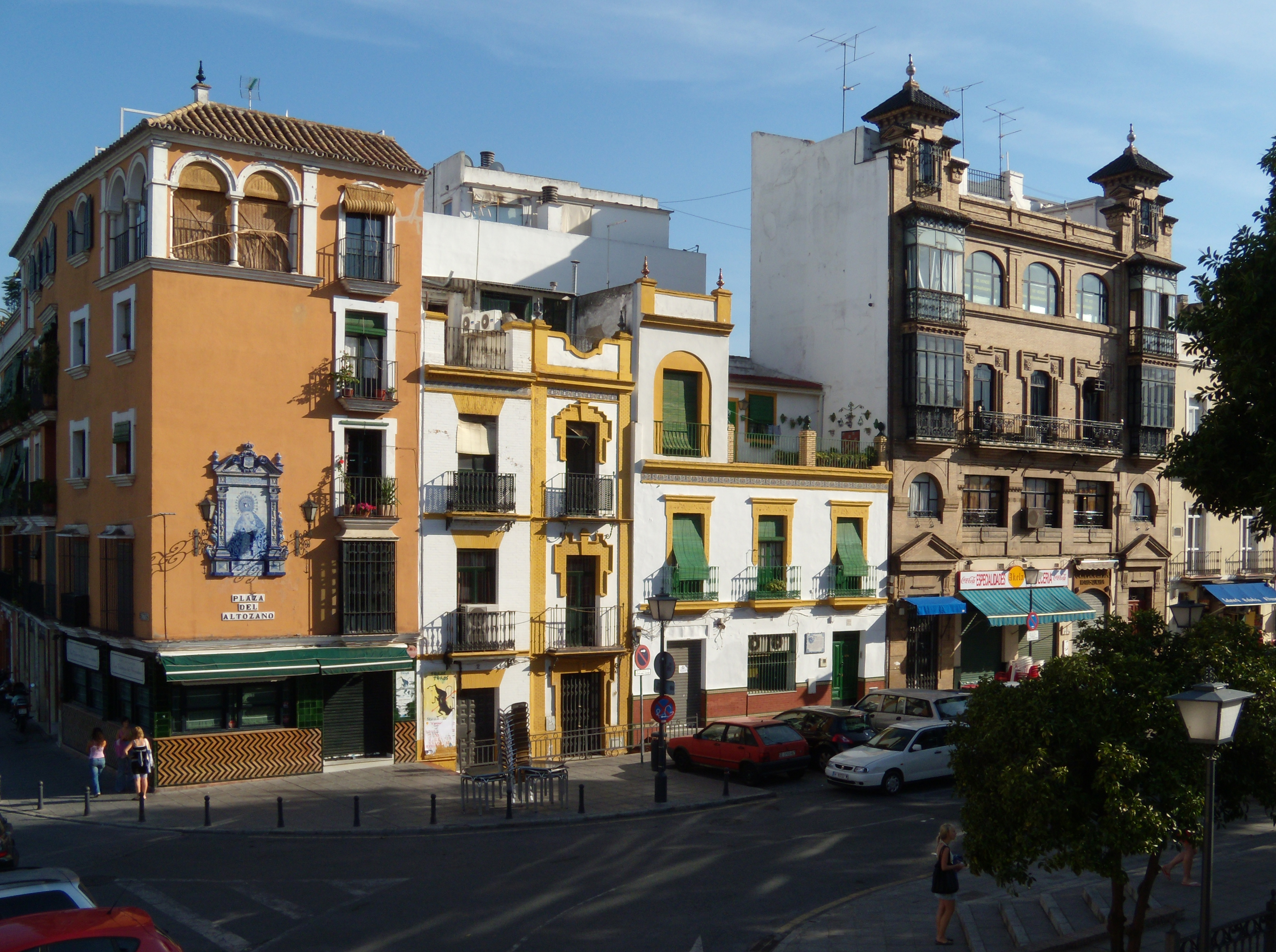
Zabudowa dzielnicy

Triana – dzielnica Sewilli, rozłożona wzdłuż rzeki Gwadalkiwir.
Triana należy do jednych z najstarszych części miasta, a w średniowieczu była odrębnym miastem, które zamieszkiwali marynarze, handlarze i rzemieślnicy, zwłaszcza garncarze (ich liczne warsztaty działają do dziś). Istniała już w czasach rzymskich, a nazwa, według podań, nawiązuje do imienia cesarza Trajana. Inne legendy mówią, że zamieszkiwały tu św. Justyna i św. Rufina oraz że stąd wywodzi się taniec flamenco. Obecnie zachowała bardzo wiele z tradycyjnego folkloru miejskiego.
Najważniejszym zabytkiem jest kościół św. Anny z lat 1276-1280, prawdopodobnie najstarszy zachowany w Sewilli. Ufundował go Alfons X Mądry.